# Begonia subalpestris
Espèce
Synonymes
- Begonia macambrarensis Exell[1]

Begonia subalpestris est une espèce de plantes de la famille des Begoniaceae.
L'espèce fait partie de la section Tetraphila.
Elle a été décrite en 1912 par Auguste Chevalier (1873-1956).

## Répartition géographique
Cette espèce est originaire du pays suivant : Sao Tomé-et-Principe.